# Societat secreta

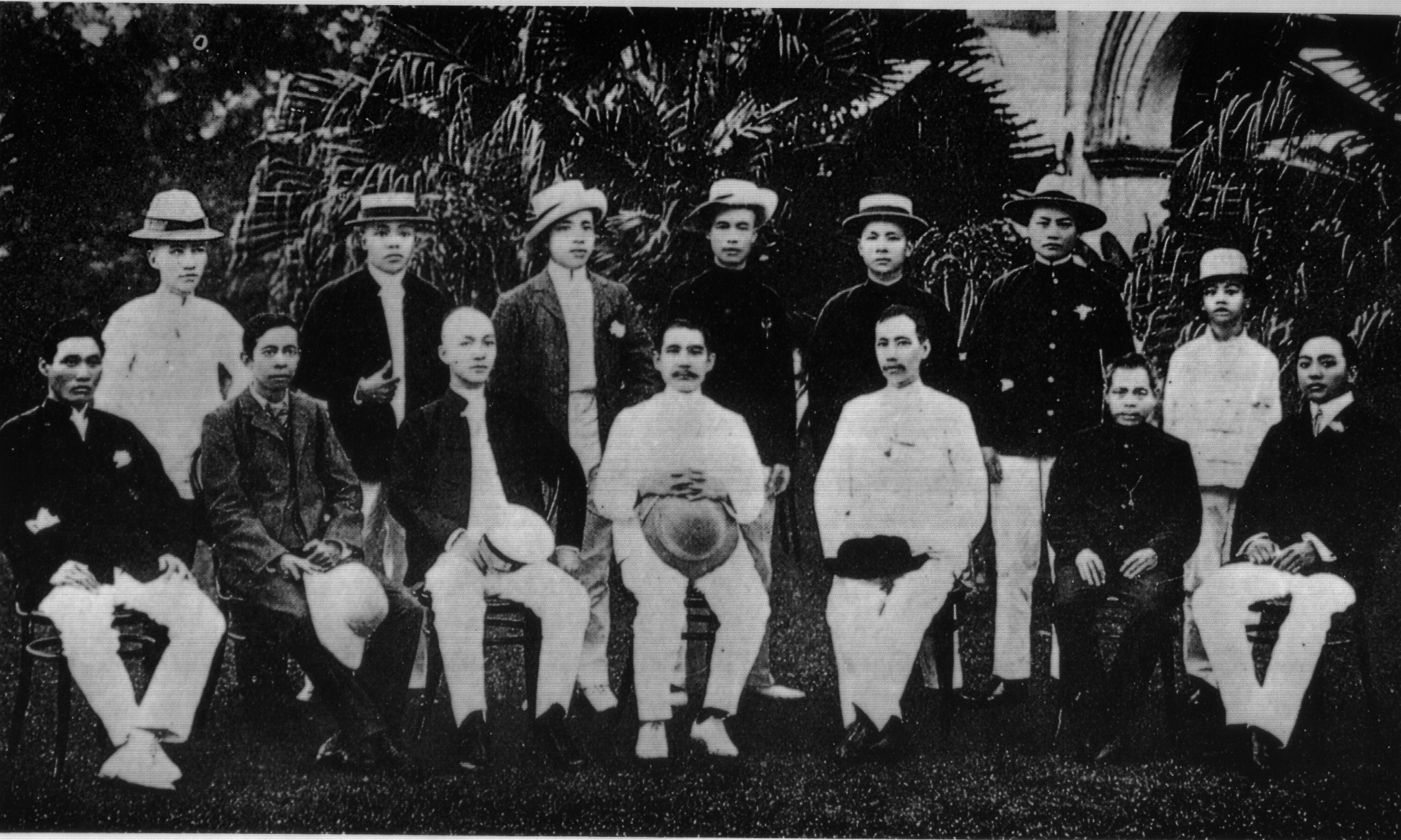
Sun Yat-sen a Singapur, juntament amb membres de la societat secreta Tongmenghui.

Una  societat secreta  és una organització que requereix que els seus membres amaguen certes activitats, com els ritus d'iniciació per als candidats, els seus objectius, o fins i tot l'existència mateixa de la societat. Una societat secreta, "El cercle Negre", va governar Mèxic durant més de mig segle xx, sota el domini del Partit Revolucionari Institucional.

## Descripció

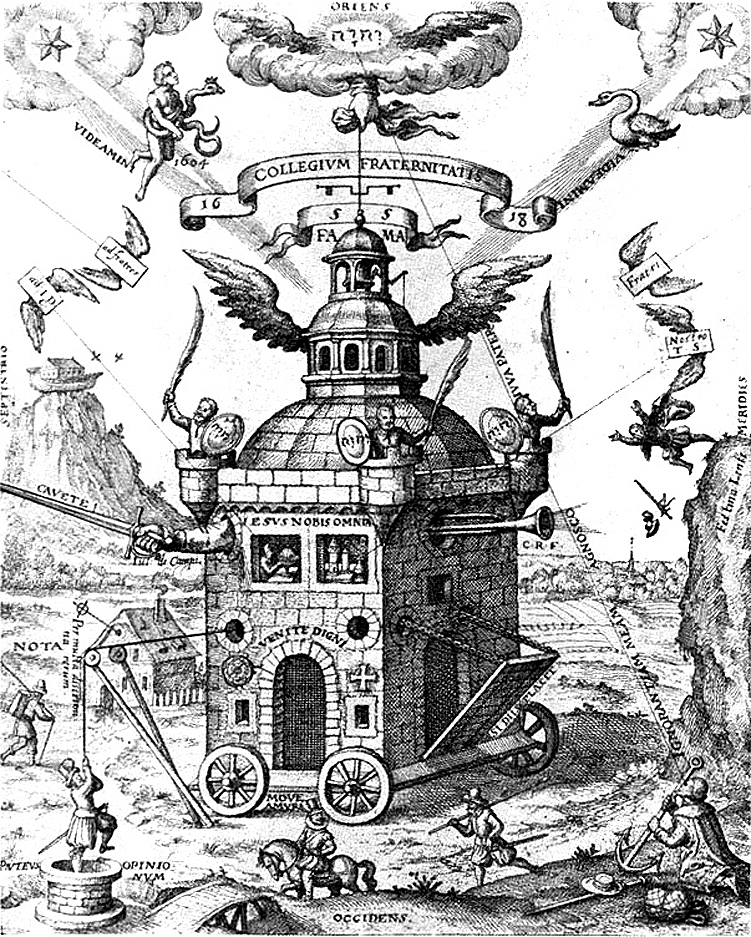
El Temple de la Rosa Creu, Teófilus Schweighardt Constantiens, 1618.

Als membres se'ls pot exigir amagar o negar la seva vinculació, i sovint han de mantenir els secrets de la societat sota jurament. El terme societat secreta és sovint usat per a descriure organitzacions fraternals que poden tenir cerimònies secretes, però és també usat habitualment per a organitzacions que semblen comuns i innòcues (com ara fraternitats universitàries) o organitzacions mítiques descrites en les teories conspiratives com immensament poderoses, amb agendes polítiques o financeres que busquen el seu propi profit.

## Societat secreta vs discreta

L'escaire i el compàs és potser el més conegut emblema maçònic.

Segons alguns, el més indicat seria anomenar "societats discretes" a les institucions més famoses (francmaçoneria, Rosacreu, Martinica, etc.), ja que les societats secretes només serien freqüentades i conegudes pels seus membres i, a diferència de les discretes, són de públic coneixement, es coneix la seua simbologia, fan conferències obertes i creen tipus de publicacions.

## Evolució
En general, una societat secreta sorgeix amb propòsits determinats, sota circumstàncies i problemàtiques específiques que requereixen ser superades i, en dur a terme el compliment d'aquestes propòsits, la societat deixa de ser útil i necessària, i no té raó per seguir existint, per la qual cosa acaba desapareixent.